# Giappone ai Giochi della XVII Olimpiade
Il Giappone partecipò ai Giochi della XVII Olimpiade che si sono svolti a Roma dal 25 agosto all'11 settembre 1960, con una delegazione di 162 atleti impegnati in diciassette discipline per un totale di 96 competizioni. Portabandiera alla cerimonia di apertura fu il ginnasta Takashi Ono, alla sua terza Olimpiade, campione uscente nel concorso individuale a Melbourne 1956 e primo giapponese a vincere un titolo olimpico individuale nella ginnastica.
Fu la nona partecipazione di questo paese ai Giochi estivi. Furono conquistate quattro medaglie d'oro, sette d'argento e altrettante di bronzo, che valsero l'ottavo posto nel medagliere complessivo. Tutte le medaglie d'oro vennero dalla ginnastica maschile. A livello individuale fu lo stesso Ono a primeggiare vincendo due titoli di specialità e una terza medaglia d'oro nel concorso a squadre.

## Medagliere

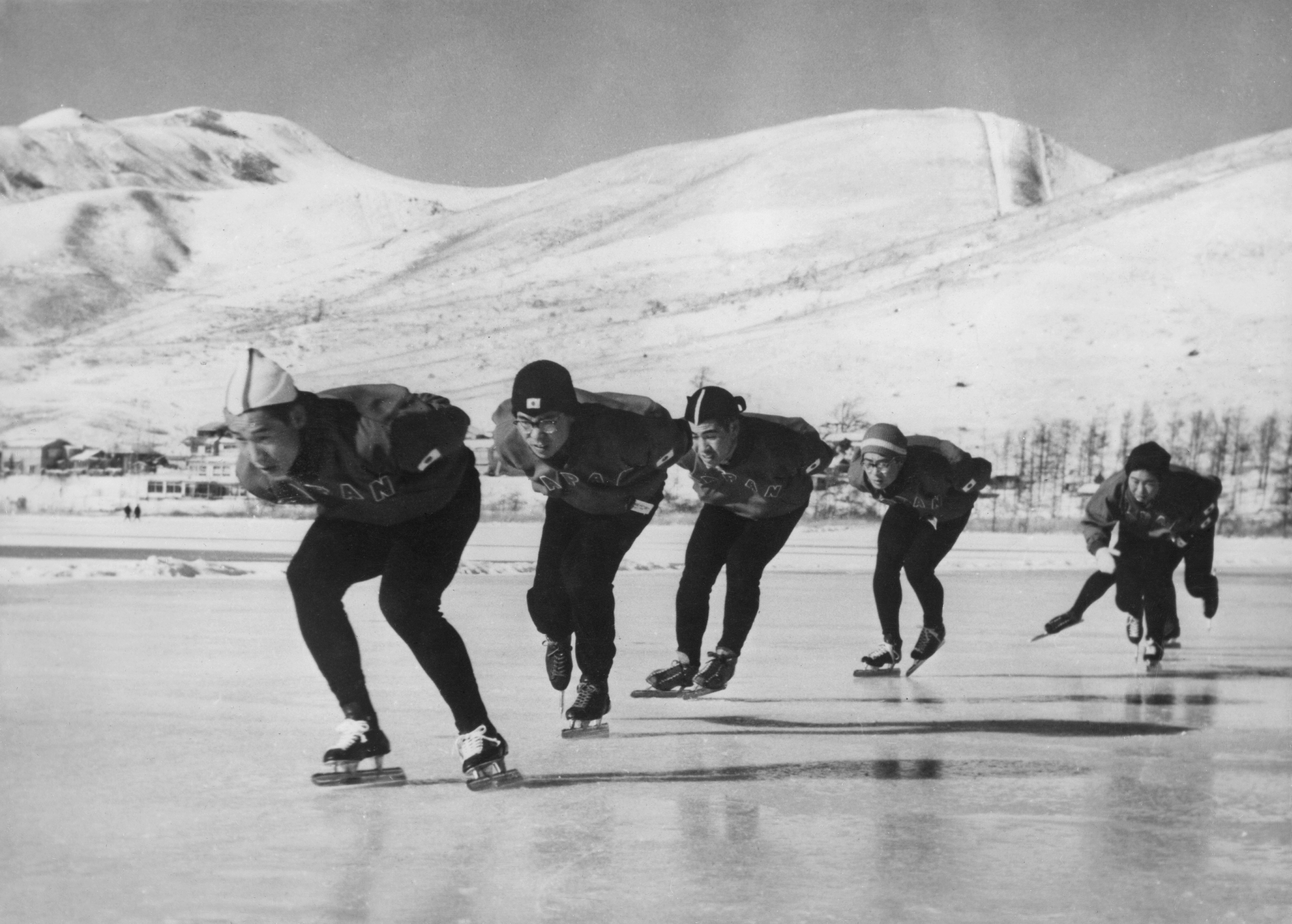
La squadra giapponese di pattinaggio di velocità in preparazione per i Giochi ad Hokkaido

### Per discipline
| Sport             | Oro | Argento | Bronzo | Totale |
| ----------------- | --- | ------- | ------ | ------ |
| Ginnastica        | 4   | 2       | 3      | 9      |
| Nuoto             | 0   | 3       | 2      | 5      |
| Lotta libera      | 0   | 1       | 0      | 1      |
| Sollevamento pesi | 0   | 1       | 0      | 1      |
| Pugilato          | 0   | 0       | 1      | 1      |
| Tiro              | 0   | 0       | 1      | 1      |
| Totale            | 4   | 7       | 7      | 18     |

### Medaglie
| Medaglia | Atleta                                                                                | Sport             | Evento                                      |
| -------- | ------------------------------------------------------------------------------------- | ----------------- | ------------------------------------------- |
| Oro      | Takashi Ono Shūji Tsurumi Yukio Endō Masao Takemoto Nobuyuki Aihara Takashi Mitsukuri | Ginnastica        | Concorso a squadre maschile                 |
| Oro      | Nobuyuki Aihara                                                                       | Ginnastica        | Corpo libero maschile                       |
| Oro      | Takashi Ono                                                                           | Ginnastica        | Volteggio maschile                          |
| Oro      | Takashi Ono                                                                           | Ginnastica        | Sbarra                                      |
| Argento  | Takashi Ono                                                                           | Ginnastica        | Concorso individuale maschile               |
| Argento  | Masao Takemoto                                                                        | Ginnastica        | Sbarra                                      |
| Argento  | Masayuki Matsubara                                                                    | Lotta libera      | Pesi mosca                                  |
| Argento  | Tsuyoshi Yamanaka                                                                     | Nuoto             | 400 metri stile libero maschili             |
| Argento  | Yoshihiko Ōsaki                                                                       | Nuoto             | 200 metri rana maschili                     |
| Argento  | Makoto Fukui Hiroshi Ishii Tsuyoshi Yamanaka Tatsuo Fujimoto                          | Nuoto             | Staffetta 4x200 metri stile libero maschile |
| Argento  | Yoshinobu Miyake                                                                      | Sollevamento pesi | Pesi gallo                                  |
| Bronzo   | Shūji Tsurumi                                                                         | Ginnastica        | Cavallo con maniglie                        |
| Bronzo   | Takashi Ono                                                                           | Ginnastica        | Anelli                                      |
| Bronzo   | Takashi Ono                                                                           | Ginnastica        | Parallele simmetriche                       |
| Bronzo   | Makoto Fukui Hiroshi Ishii Tsuyoshi Yamanaka Tatsuo Fujimoto                          | Nuoto             | Staffetta 4x100 metri misti maschile        |
| Bronzo   | Satoko Tanaka                                                                         | Nuoto             | 100 metri dorso femminili                   |
| Bronzo   | Kiyoshi Tanabe                                                                        | Pugilato          | Pesi mosca                                  |
| Bronzo   | Yoshihisa Yoshikawa                                                                   | Tiro              | Pistola 50 metri                            |

## Risultati

### Pallacanestro
| Atleta | Classifica |
| --- | ---------- |
| V · D · M Nazionale giapponese - Pallacanestro ai Giochi della XVII Olimpiade 3 Itoyama · 4 Sugiyama · 5 Saitō · 6 Shōji · 7 Imaizumi · 8 Kamata · 9 Kanekawa · 10 Nara · 11 Ōshima · 12 Wakabayashi · 13 Shiga · 15 Masuda · All. Masayasu Maeda | 15°        |
| Nazionale giapponese - Pallacanestro ai Giochi della XVII Olimpiade |            |
| 3 Itoyama · 4 Sugiyama · 5 Saitō · 6 Shōji · 7 Imaizumi · 8 Kamata · 9 Kanekawa · 10 Nara · 11 Ōshima · 12 Wakabayashi · 13 Shiga · 15 Masuda · All. Masayasu Maeda                                                                               |            |

### Pallanuoto
| Atleta | Classifica                                                                                                   |                     |
| --- | --- | ------------------- |
| V · D · M Nazionale maschile giapponese di pallanuoto · Giochi olimpici - Roma 1960 Katō · Asanuma · Satō · Shimizu · Miyamura · Fujimoto · Takagi · Aoyama · Kanda · Shibata · Yamamoto · CT : - | 14° |                     |
| Nazionale maschile giapponese di pallanuoto · Giochi olimpici - Roma 1960 | |                     |
| Katō · Asanuma · Satō · Shimizu · Miyamura · Fujimoto · Takagi · Aoyama · Kanda · Shibata · Yamamoto · CT: -                                                                                      | Katō · Asanuma · Satō · Shimizu · Miyamura · Fujimoto · Takagi · Aoyama · Kanda · Shibata · Yamamoto · CT: - | Giappone (bandiera) |